# Isaac Peral
.

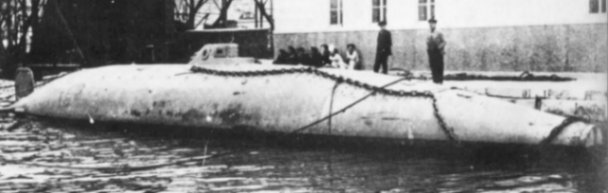
El submarí de Peral a l'any 1888

Isaac Peral fou un científic i marí nascut a Cartagena l'1 de juny de 1851 i mort a Berlín el 22 de maig de 1895, inventor del submarí Peral (1885), primer submarí de la història amb un sistema modern de llançament de torpedes. Després d'una breu, però intensa carrera com marí de l'Armada Espanyola, va intervenir en la guerra de Cuba i en la tercera guerra carlina, acreditant perícia i valor, pel que va ser felicitat i condecorat. També va destacar en treballs i missions de caràcter científic: va escriure un «tractat teòric pràctic sobre huracans» i va treballar en l'aixecament dels plànols del canal de Simanalés (Filipines).
El 1883 es fa càrrec de la càtedra de Física-Matemàtica de l'Escola d'Ampliació d'Estudis de l'Armada. El 1885, després de la denominada crisi de les Carolines, en la qual Alemanya va intentar arrabassar aquest arxipèlag a Espanya, Isaac Peral es va considerar en l'obligació de comunicar als seus superiors que havia resolt definitivament el repte de la navegació submarina. Després d'una rigorosa anàlisi del seu projecte pels més qualificats científics de l'esmentada Escola d'Ampliació, aquests van donar l'aprovació perquè el projecte fos traslladat al ministre de Marina, l'almirall Pezuela, que el rebé amb calorós entusiasme. Per desgràcia, els ministres que el van succeir van demostrar indiferència o oberta hostilitat (els almiralls Rodríguez de Arias i Beránger).
Malgrat tot i gràcies al suport de la Reina Regenta Maria Cristina, el submarí va ser finalment avarat el 8 de setembre de 1888. El buc amidava 22 metres d'eslora, 2,76 de puntal, 2,87 de mànega i desplaçava 77 tones en superfície i 85 en immersió. La propulsió s'obtenia de dos motors elèctrics de 30 cavalls cadascun, l'energia la subministrava una bateria de 613 elements. Incorporava, a més un tub llançatorpedes, tres torpedes, periscopi, un sofisticat "aparell de profunditats", que permetia al submarí navegar en immersió a la cota de profunditat desitjada pel seu comandant i mantenir el trimat del buc en tot moment, fins i tot després del llançament dels torpedes. I tots els mecanismes necessaris per a navegar en immersió cap al rumb prefixat.
Les proves oficials es van desenvolupar al llarg de 1889 i 1890. Convé ressaltar que no se li va concedir permís per a efectuar la prova clau i més eloqüent, que havia sol·licitat el mateix inventor: travessar submergit l'estret de Gibraltar, des d'Algesires fins a Ceuta. Malgrat això, va demostrar a les proves verificades, que podia navegar en immersió a la voluntat del seu comandant, amb la destinació, rumb i cota predefinides i en mar obert. A més, va demostrar que podia atacar, sense ser vist, a qualsevol buc de superfície. La Comissió Tècnica nomenada a aquest efecte va avalar l'èxit de les proves del submarí. No obstant això, foscs interessos mai aclarits, van motivar que les autoritats del moment rebutgessin l'invent i encoratgessin una campanya de desprestigi i vilipendi contra la persona de l'inventor, al qual no li va quedar més remei que sol·licitar la baixa a la Marina i intentar aclarir a l'opinió pública la veritat de tot allò que havia succeït.

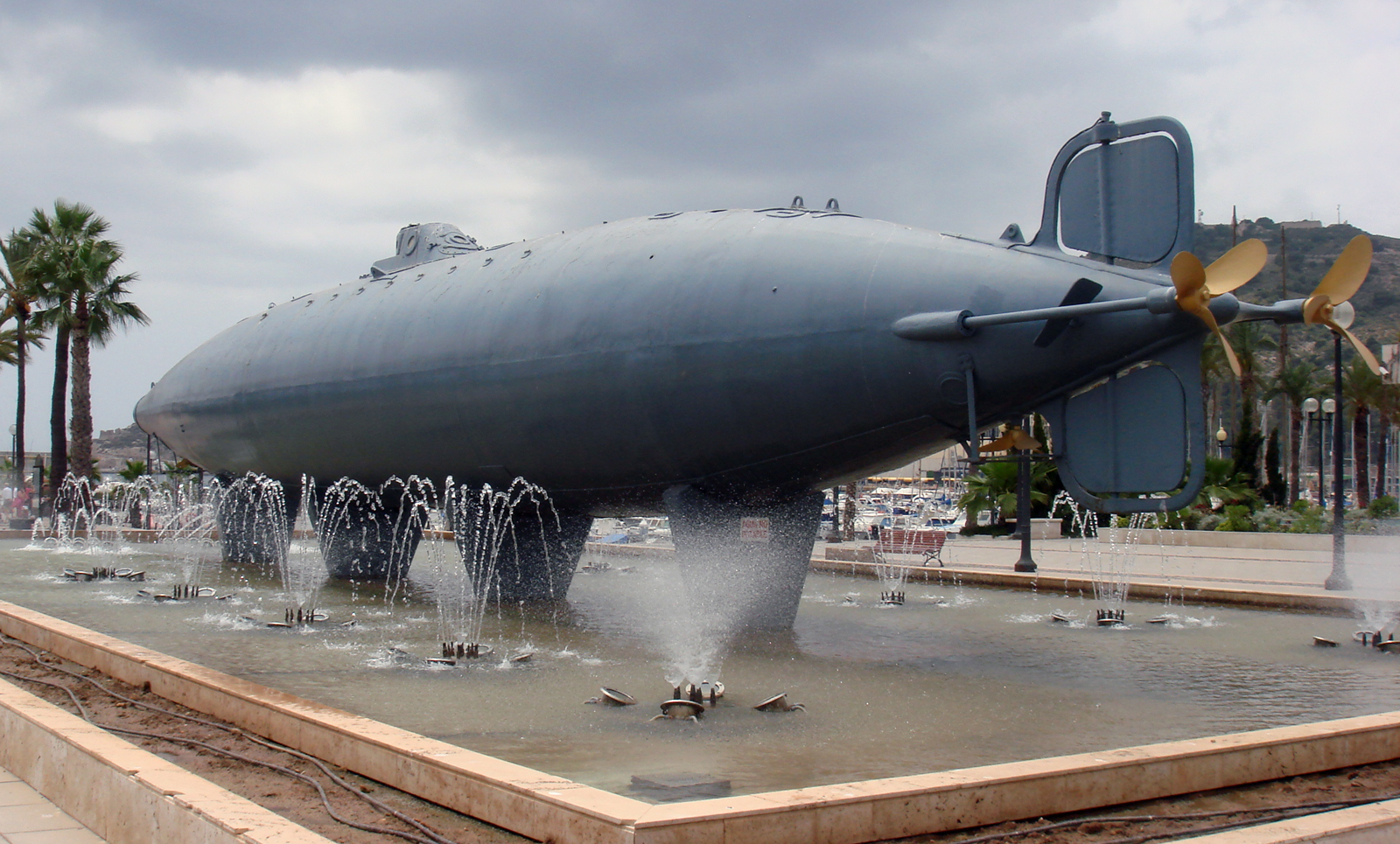
El submarí de Peral a Cartagena l'any 2007

El 5 de novembre de 1891 es llicencia del servei i és operat de càncer a Madrid, però se li impedeix publicar el seu "Manifest" en cap mitjà de comunicació. Finalment, va aconseguir publicar-lo, pagant-se'l de la seva butxaca, en un periòdic satíric anomenat "El Matute".
Dedicat a la vida civil, va aconseguir fundar diverses empreses amb èxit, relacionades amb la seva especialitat, l'aprofitament de l'energia elèctrica.
El 4 de maig de 1895, Peral es trasllada a Berlín per a ser operat de càncer, però una negligència en les cures li produïxen una meningitis que acaba amb la seva vida en 22 de maig. L'11 de novembre de 1911 és exhumat per a traslladar-ne les restes mortals a Cartagena. L'Isaac Peral és el nom d'un dels dos llaguts que formen el pas de barca de Miravet a l'Ebre.